# پیتر روبک
پیتر روبک (انگلیسی: Peter Rubeck؛ زادهٔ ۲۸ دسامبر ۱۹۶۱) بازیکن فوتبال اهل آلمان است.
از باشگاه‌هایی که در آن بازی کرده‌است می‌توان به باشگاه فوتبال زاربروکن اشاره کرد.